# Hydrobiosella orba
Hydrobiosella orba là một loài Trichoptera trong họ Philopotamidae. Chúng phân bố ở miền Australasia.